# Tara Summers
Tara Summers (Londres, 19 de diciembre de 1979) es una actriz inglesa, donde estudió en la Heathfield St Mary's School, de Berkshire.
Finalizado el secundario, estudió Historia en la Universidad Brown de los Estados Unidos y posteriormente concurrió a la London Academy of Music and Dramatic Art, y perfeccionó su carrera en el National Theatre Institute.
Su debut cinematográfico data de 2003, cuando interpretó a Noelle en la película What a Girl Wants, protagonizada por Amanda Bynes y Colin Firth. Al año siguiente se la pudo ver en Alfie (2004) y poco después en  The Jacket (2006). 
Otros largometrajes en los que ha actuado son Factory Girl (2007), Love Lies Bleeding (2008) o The Lake Effect (2010), comedia dramática que coprotagonizó junto a Kay Panabaker.
Tara también filmó algunas películas para televisión y trabajó en varias series. Su rol más recordado es sin duda, el de Katie Lloyd en Boston Legal, que interpretó a lo largo de 33 episodios entre 2007 y 2008. También fue Abby en Dirt y Alex Benjamin en Damages.
Actualmente la actriz se encuentra trabajando en la serie de la cadena The CW Ringer, junto a Sarah Michelle Gellar, en la que interpreta el papel de Gemma Butler.
Tara también escribió, produjo e interpretó Gypsy of Chelsea, una obra unipersonal autobiográfica, que fue puesta en escena en los teatros The Hudson Theater de Los Ángeles; The Royal Court Theatre de Londres y el Studio 54 de New York.
- Datos: Q434740